# 高田真治
高田 真治（たかだ しんじ、1952年6月6日 - ）は、日本のテレビプロデューサー。スカパーJSATホールディングス（スカパーHD）代表取締役会長、スカパーJSAT代表取締役執行役員会長。
日本テレビ放送網のプロデューサーとして活動後、メディア戦略局長、執行役員営業局長などを歴任。スカパーJSAT（旧・スカイパーフェクト・コミュニケーションズ）出向後は同社及び持株会社・スカパーHDの代表取締役社長を務め、2019年より両社の会長に就任している。

## 人物・経歴
岡山県出身。岡山県立岡山大安寺高等学校、一橋大学商学部を卒業後、1976年日本テレビに入社。同期入社に渡辺弘、小杉善信、清水奈津子（小杉とは大学も同期）などがいる。
『特命リサーチ200X』、『世界まる見え!テレビ特捜部』、『1億人の大質問!?笑ってコラえて!』などのチーフプロデューサーや、『デスノート』、『まだまだあぶない刑事』、『LOFT ロフト』など日本テレビ製作映画の制作総指揮を務めた。
1997年6月日本テレビ放送網報道局社会部長、1999年6月同社報道局政治部長、2000年10月同社メディア戦略局メディア戦略部長、2002年7月同社メディア戦略局次長。
2003年6月にスカイパーフェクト・コミュニケーションズ（現・スカパーJSAT）に出向し、執行役員常務に就任。2005年6月には日本テレビに戻り、メディア戦略局長兼コンテンツ事業局長を務め、2006年からは地上デジタル放送補完再送信審査会委員長も務めた。2007年3月日本テレビ放送網株式会社営業局長、2008年6月日本テレビ放送網執行役員営業局長。テレビ広告費の低下傾向に対し、マーケティングデータ強化により対応。2010年には日テレCM大賞審査委員を務めた。
2008年6月には再びスカパーに戻り、スカパーJSATホールディングス・スカパーJSATの代表取締役副社長に就き、2011年4月には両社の代表取締役社長に昇格した。
2014年には株式会社オプティキャストを吸収合併し、スカパーJSATの一般放送事業者化を行った。2015年一般社団法人電気通信事業者協会副会長。

## 主な担当作品
- 世界まる見え!テレビ特捜部 チーフプロデューサー
- 特命リサーチ200X チーフプロデューサー
- 1億人の大質問!?笑ってコラえて! チーフプロデューサー
- たけし・さんま世紀末特別番組!! 世界超偉人伝説 チーフプロデューサー
- ズームイン!!朝! チーフプロデューサー
- まだまだあぶない刑事(2005) 製作総指揮
- LOFT ロフト(2005) 製作総指揮
- ALWAYS 三丁目の夕日(2005) 製作
- ラフ ROUGH(2006) 製作統括
- 花田少年史 幽霊と秘密のトンネル(2006) 製作
- DEATH NOTE デスノート(2006) 製作指揮
- 劇場版 どうぶつの森(2006) モバイルプロモーション